# (32875) 1993 FQ58
1993 FQ58 (asteroide 32875) é um asteroide da cintura principal. Possui uma excentricidade de 0.11628250 e uma inclinação de 1.92077º.
Este asteroide foi descoberto no dia 19 de março de 1993 por UESAC em La Silla.